# Álvaro Menéndez Franco
Álvaro Menéndez Franco (Ciudad de Panamá, 25 de abril de 1933-Balboa, 4 de julio de 2024) fue un escritor, historiador, poeta, periodista, dirigente y político panameño. 

## Primeros años y vida política
Realizó sus estudios primarios en la Escuela República de México y sus estudios secundarios en el Colegio José Daniel Crespo en Chitré y en el Instituto Nacional de Panamá.
En su juventud comenzó a sumergirse en una postura antimilitarista y antiestadounidense, siendo opositor a la presencia estadounidense en la Zona del Canal de Panamá, liderando el movimiento de rechazo al Convenio Filós-Hines de 1947 y eventualmente se acercó a los ideales de Fidel Castro y la revolución cubana. En abril de 1959, participó en el levantamiento de Cerro Tute junto con el dirigente revolucionario Floyd Britton, con el fin de copiar sin éxito la revolución castrista en Panamá.
En 1964 fundó el Partido Istmeño Revolucionario, un pequeño y efímero partido de izquierda que participó en las elecciones del mismo año, pero sin resultado alguno.
Tras el golpe de Estado en 1968, fue arrestado junto con otros dirigentes de izquierda y miembros del panameñismo; fue trasladado junto con Floyd Britton a la isla de Coiba, que era una colonia penal y fue uno de los testigos de los últimos momentos con vida de Britton, el 29 de noviembre de 1969. Menéndez Franco era el siguiente en ser ejecutado, pero una serie de contratiempos impidieron la acción y posteriormente el líder militar Omar Torrijos ordenó su liberación de Coiba, por lo que Menéndez Franco renunció al comunismo y al ateísmo, y se acercó más ideológicamente a Torrijos.
Posteriormente, en 1977 fue nombrado embajador plenipotenciario de Panamá ante la Gran Yamahiriya Árabe Libia Popular Socialista. Fue uno de los miembros fundadores del Partido Revolucionario Democrático (PRD) en 1979. Desde el 1 de septiembre de 2004 hasta el 31 de agosto de 2009 fue diputado ante el Parlamento Centroamericano como miembro del PRD. También fue asesor de la alcaldía de Panamá y de la gobernación de la provincia de Panamá.
En el activismo político representó a Panamá en el Segundo Congreso Mundial de Estudiantes (Praga, 1950), en el 7° Festival Mundial de la Juventud y Estudiantes por la Paz (Moscú, 1957), en la 9° y 10° Conferencia Mundial contra las Bombas A y H (Tokio, 1964 y 1966), la Primera Conferencia Mundial contra las Bases Militares Extranjeras (Yakarta, 1965), la Conferencia de los Pueblos (La Habana, 1962), la Primera y Segunda Declaración de La Habana (1962 y 1963), el Primer Foro Mundial de Juventudes (Moscú, 1961) y en la Conferencia de la Organización de las Naciones Unidas sobre los Derechos del Pueblo Palestino y la Situación del Medio Oriente (La Habana, 1987).

## En las letras y artes
En 1953 asistió al Conservatorio de Música y Declamación y tuvo un acercamiento con el poeta Rogelio Sinán y la actriz Anita Villalaz, donde hizo estudios de historia del teatro, oratoria, métrica poética y declamación. En 1968 viajó a Medellín donde estudió técnica cinematográfica y guion. En 1982 realizó estudios de economía política en la Universidad Kim Il-sung (Corea del Norte) y en 1988 fue candidato a doctor en filosofía y letras por la American National University.
Fundó los grupos literarios "Demetrio Herrera Sevillano" (1953) y "Demetrio Korsi" (1958), fue miembro de la Sociedad Cervantista de Panamá (1955), del grupo de poetas "Piedra y Cielo" (1957), del Frente Artístico Cultural César Vallejo (1970) y del Consejo Nacional de Escritores y Escritoras de Panamá (2001-2003).
En el ámbito periodístico fue director de la Revista Semanal 18 (1956), jefe de la sección cultural del Diario La Nación (segunda época, 1959), director del Diario La Prensa Libre (1960), jefe de la sección cultural del Semanario El Independiente (1961), director del Diario La República (1983) y editor del Diario Crítica (1987-1988).
También fue colaborador en múltiples publicaciones como la Revista Centroamericana (1955), la Revista Bohemia de Cuba, la Revista Brecha de Costa Rica, la Revista Idea del Perú y muchas otras entre 1956 y 1988. En la radiodifusión colaboró en Radio HOQ desde 1947, con algunas interrupciones de carácter político. También colaboró en Onda Popular (1956-1959), Radio Tic-Tac (1981), Radio Verbo (1988), KW Continente (1990-1997) y Radio Metrópolis (1995-1997).

## Obras
- Portal (1951)
- Análisis de la obra cuentos de José María Nuñez Q. (1955)
- La marcha de los descalzos (cuento, 1956)
- Cuentos y anticuentos (1974)
- La nueva voz de los antiguos ríos (1975)
- Ramas de la ramazón (poesía, 1976)
- Semblanza de Victoriano Lorenzo (1976)
- Una mola para Chile (1976)
- Holocausto de fuego (1976)
- Avión hacia la aurora (1976)
- La semilla sonora (cuento infantil, 1980)
- Esta es mi casa (ensayo, 1982)
- Cántico de fuego (poemas, 1985)
- Quetzales en el tiempo (poesía, 1985)
- Incandescencia del león (poema, 1986)
- Trayectoria militar de Panamá (teatro, 1986)
- Cántico de alabanza torrijista (poesía, 1986)
- Los perros sedientos de Punta Lamas (cuento, 1998)
- Gloria y ensueño militar en Panamá (teatro, 1988)
- La contienda del tiempo (2003)
- Rezongos de Adán (2004)

## Distinciones
- Tercer premio del Concurso Literario Ricardo Miró (1956-57, sección poesía) con La nueva voz de los antiguos ríos.
- Segundo premio del Concurso Literario Ricardo Miró (1964, sección ensayo) con Análisis histórico sobre el significado de los sucesos de enero de 1964.
- Premio Revista Lotería (1976) con Semblanza de Victoriano Lorenzo, primer guerrillero de América en el siglo XX.
- Premio Verano de Poesía en el Museo del Hombre Panameño (1985) con Quetzales en el tiempo.
- Premio Omar Torrijos Herrera (1986) con Cántico de alabanza torrijista.
- Segundo premio de poesía de la USMA (1976) con Avión hacia la aurora.
- Condecoración Rogelio Sinán (2012)[9]
- Medalla Justo Arosemena de la Asamblea Nacional de Panamá (9 de agosto de 2021)[9]
- Medalla al Mérito General Victoriano Lorenzo (junio de 2023)[6]
- Nombramiento de la biblioteca de la Universidad Especializada de las Américas (Udelas)[9]